# Jonny Lee Miller
Pour les articles homonymes, voir Lee et Miller.
Jonathan Lee Miller, dit Jonny Lee Miller (/ˈdʒɒni liː ˈmɪlə/), né le 15 novembre 1972 à Kingston upon Thames (Londres, Royaume-Uni), est un acteur britannico-américain.
Il est notamment connu pour son rôle de Sherlock Holmes dans la série télévisée Elementary.

## Biographie
Son grand-père est Bernard Lee, le célèbre M dans les films de James Bond.
Peu après Hackers, Miller a joué un des rôles principaux dans Trainspotting (1996), qui lui a apporté une certaine notoriété. L'accent qu'il utilisait dans le film faisait croire qu'il était un acteur écossais.
À la télévision, il est apparu dans l'émission BBC's modernisation of The Canterbury Tales et dans le rôle de Lord Byron dans une série télévisée dramatique au sujet de la vie du poète.
De 2012 à 2019, il a joué un Sherlock Holmes moderne dans la série Elementary.

### Vie privée

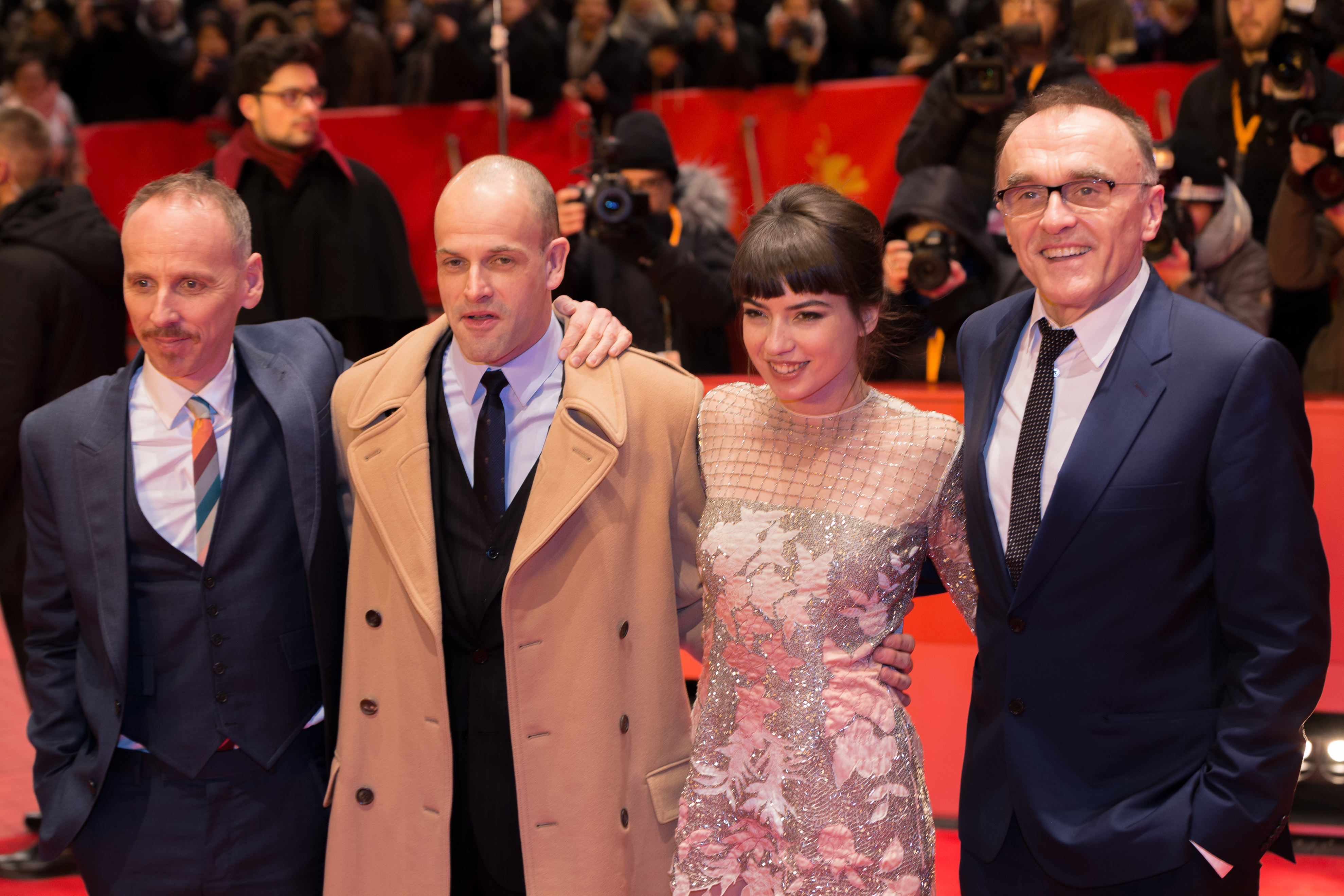
L'acteur avec le réalisateur Danny Boyle et d'autres acteurs de T2 Trainspotting à la Berlinale 2017.

Le 28 mars 1996, Jonny Lee Miller épouse l'actrice Angelina Jolie, sa partenaire dans le film Hackers. Miller et Jolie divorcent officiellement le 3 février 1999, tout en demeurant de très bons amis. En juillet 2008, il se marie avec l'ancien mannequin américain Michele Hicks, alors enceinte de 4 mois. Leur fils Buster Timothy Miller naît le 3 décembre 2008 à Los Angeles , ils divorcent en 2018. 

## Filmographie

### Cinéma

#### Longs métrages
- 1989 : Itch de Beeban Kidron : Dennis Turnbull
- 1995 : Hackers de Iain Softley : Dade Murphy/'Crash Override'/'Zero Cool'
- 1996 : Trainspotting de Danny Boyle : Simon « Sick Boy » David Williamson
- 1997 : L'Amour... et après (Afterglow) d'Alan Rudolph : Jeffrey Byron
- 1997 : Regeneration de Gillies MacKinnon : 2e Lieutenant Billy Prior
- 1999 : Guns 1748 (Plunkett & Macleane) de Jake Scott : Macleane
- 1999 : Mansfield Park de Patricia Rozema : Edmund Bertram
- 2000 : Complicity de Gavin Millar : Cameron Colley
- 2000 : Gangsters, Sex & Karaoke (Love, Honour and Obey) de Dominic Anciano et Ray Burdis : Jonny
- 2000 : Dracula 2001 (Dracula 2000) de Patrick Lussier : Simon Sheppard
- 2002 : Reconnu coupable (The Escapist) de Gillies MacKinnon : Denis
- 2004 : Profession profiler (Mindhunters) de Renny Harlin : Lucas Harper
- 2004 : Melinda et Melinda (Melinda and Melinda) de Woody Allen : Lee
- 2005 : Æon Flux de Karyn Kusama : Oren Goodchild
- 2006 : L'Écossais volant (The Flying Scotsman) de Douglas Mackinnon : Graham Obree
- 2009 : Endgame de Pete Travis : Michael Young
- 2012 : Dark Shadows de Tim Burton : Roger Collins[3]
- 2012 : Byzantium de Neil Jordan : Ruthven
- 2017 : Trainspotting 2 de Danny Boyle : Sick Boy
- 2020 : Funny Face de Tim Sutton : le promoteur
- 2021 : Life On Mars (Settlers) de Wyatt Rockefeller : Reza
- 2022 : Alice : De l'esclavage à la liberté (Alice) de Krystin Ver Linden : Paul Bennett
- 2023 : The Covenant de Guy Ritchie : colonel Vokes

#### Courts métrages
- 1983 : Mansfield Park de David Giles (court métrage) : Charles Price
- 1992 : Goodbye Cruel World de Adrian Shergold (court métrage) : Mark

### Télévision

#### Séries télévisées
- 1982 : Doctor Who : Enfant Kinda (saison 9, épisode 19 Kinda : Part One de Peter Grimwade)
- 1983 : Jemima Shore Investigates, épisode 12 A Little Bit of Wildlife de Neville Green : le garçon au chien
- 1983 : Storyboard, épisode 6 Lytton's Diary de Brian Parker : Christopher
- 1983 : Mansfield Park de David Giles (mini-série) : Charles Price
- 1990 : Keeping Up Appearances, épisode 5 Daisy's Toyboy de Harold Snoad : la jeunesse
- 1991 : Inspecteur Morse (Inspector Morse) : étudiant (saison 5, épisode 4 Cadeaux grecs (Greeks Bearing Gifts) d'Adrian Shergold)
- 1992 : 4 Play, saison 2, épisode2 'Itch de Beeban Kidron : Dennis Turnbull
- 1991 : Minder, saison 8, épisode 4 Three Cons Make a Mountain de Mike Vardy : l'assistant de l'actionnaire
- 1992 : Goodbye Cruel World d'Adrian Shergold (mini-série) : Mark
- 1992 : Between the Lines, épisode 8 The Only Good Copper de Tom Clegg : David Ringwood
- 1992 : Casualty, saison 7, épisode 9 Tender Loving Care d'Alan Wareing : Matt
- 1992 : Second Thoughts, saison 3, épisode 9 Short Change de Robin Carr : Chas
- 1992 : The Life and Time of Henry Pratt d'Adrian Shergold, épisode 4 (mini-série) : Stefan Prziborski
- 1992-1993 : EastEnders : Jonathan Hewitt
- 1993 : Suspect numéro 1 (Prime Suspect 3) : Anthony Field (saison 1, épisode 2 Le Réseau de la honte de David Drury)
- 1993 : Screen Two, épisode Dead Romantic de Patrick Lau : Paul Grigson
- 1994 : Cadfael : Mystery/Edwin Gurney
- 1996 : Lonesome Dove : Les Jeunes Années (Dead Man's Walk) d'Yves Simoneau (mini-série) : Woodrow F. Call
- 1996 : Rough Justice, saison 12, épisode 2 Who Killed Carl Bridgewater ? de Dinah Lord : Michael Hickey
- 1999 : Operation Good Guys, saison 2, épisode 2 Stardust : lui-même
- 2003 : The Canterbury Tales d'Andy de Emmony, épisode 5 The Pardoner's Tale (mini-série) : Arty
- 2006-2007 : Dossier Smith (Smith) : Tom
- 2008-2009 : Eli Stone : Eli Stone
- 2009 : Emma de Jim O'Hanlon (mini-série) : M. Knightley
- 2010 : Dexter : Jordan Chase (saison 5)
- 2011 : National Theatre Live : Victor Frankenstein/La Créature (pièce Frankenstein)
- 2012-2019 : Elementary : Sherlock Holmes[4]
- 2022 : The Crown : John Major[5] (saison 5)

#### Téléfilms
- 1993 : Bad Company de David Drury : Michael Hickey
- 1993 : Olly's Prison de Roy Battersby : Smiler
- 1994 : Meat de John Madden : Charlie Dyce
- 2003 : Byron de Julian Farino : Lord Byron

## Théâtre
- 2012 : Frankenstein de Nick Dear d'après Mary Shelley au Olivier, National Theatre

## Récompense
- 2012 : Laurence Olivier Awards du meilleur acteur pour Frankenstein

## Voix françaises
| - Guillaume Lebon dans : - Hackers - Elementary (série télévisée) - The Crown (série télévisée) - The Covenant - Alice : De l'esclavage à la liberté - Xavier Fagnon dans : - Eli Stone (série télévisée) - Dexter (série télévisée) - Dark Shadows - Thibault de Montalembert dans : - Trainspotting - T2 Trainspotting | - Arnaud Arbessier dans : - Melinda et Melinda - Æon Flux Et aussi - Thierry Wermuth dans Suspect numéro 1 (série télévisée) - Jean-Pierre Michaël dans Guns 1748 - Emmanuel Karsen dans Gangsters, Sex et Karaoké - Thomas Roditi dans Dracula 2001 - David Krüger dans Profession profiler - Éric Aubrahn dans Dossier Smith (série télévisée) |